# Avishai Cohen (bassista)
(Chick Corea)
Avishai Cohen, in ebraico אבישי כהן‎? (Kabri, 20 aprile 1970), è un contrabbassista, compositore, cantante e bassista jazz israeliano.
È noto soprattutto per aver collaborato, dal 1996 al 2003, con Chick Corea, oltre che per l'intensa attività del suo Avishai Cohen trio. Spesso viene confuso con l'omonimo Avishai Cohen, trombettista jazz statunitense, anch'egli di origine israeliana.

## Biografia
Cohen è nato a Kabri, un kibbutz del nord d'Israele, da una famiglia di musicisti. Cominciò a 9 anni lo studio del pianoforte, abbandonato 5 anni dopo in favore del basso elettrico, ispirato da Jaco Pastorius; solo all'età di 16 anni iniziò lo studio del contrabbasso, guidato dal maestro Michael Klinghoffer. A 18 anni si sposta a New York e, come lui stesso asserisce, il suo primo anno di permanenza fu il più difficile della sua vita; per guadagnarsi da vivere suonò nelle strade e nei parchi. Successivamente prestò la sua opera in diverse formazioni latin jazz oltre che, per un breve periodo, in trio con Danilo Pérez. Per tutta la prima metà degli anni novanta, suonò unicamente in piccoli jazz club fino a quando, nel 1996 entrò in contatto con Chick Corea, firmando il suo primo contratto. La collaborazione con il pianista statunitense fu determinante; riuscì ad arrivare ai grandi festival jazz di fama internazionale, ed inoltre fu proprio sotto l'etichetta Stretch record, di Corea, che ha inciso i suoi primi 4 CD da leader. Ha lavorato, tra gli altri, con Bobby McFerrin, Roy Hargrove, Herbie Hancock, Kurt Rosenwinkel, Nnenna Freelon, Paquito D'Rivera, Alicia Keys oltre che con la London Philharmonic Orchestra e l'Orchestra filarmonica d'Israele. Negli ultimi tempi è impegnato soprattutto con l'Avishai Cohen Trio (Shai Maestro, pianoforte, Mark Guiliana, batteria e percussioni, sostituito da Itamar Doari nel 2010).

## Discografia
- Adama (1998)
- Devotion (1999)
- Colors (2000)
- Unity (2001)
- Lyla (2003)
- At Home (2004)
- Continuo (2006)

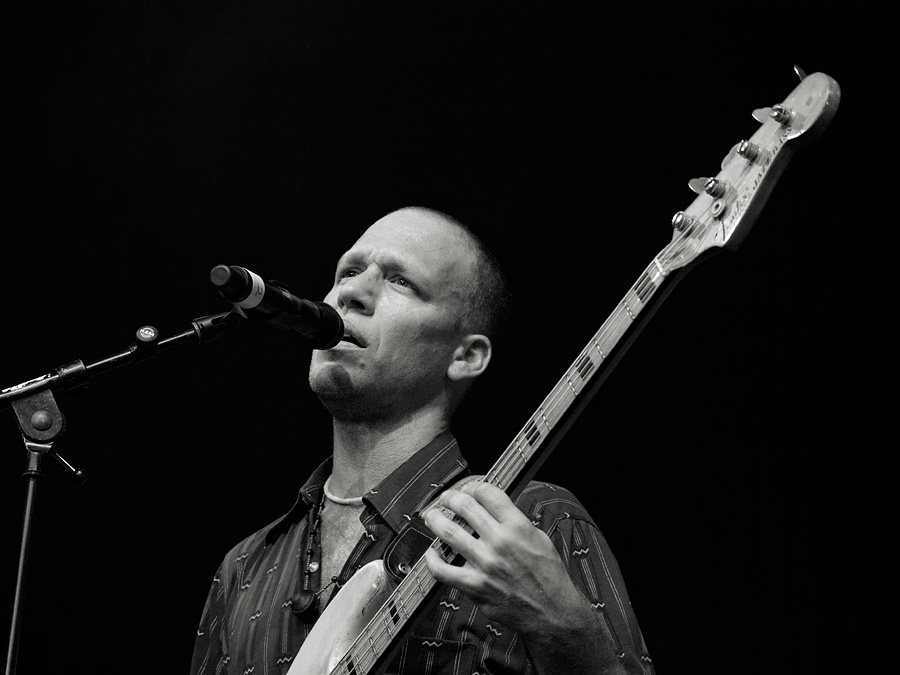
Avishai Cohen, Mœrs festival, 2008

- As is...Live at the Blue Note (2007)
- Gently Disturbed (2008)
- Sha'ot Regishot (2008)
- Aurora (2009)
- Seven Seas (2011)
- Duende (2012) (con Nitai Hershkovits)
- Almah (2013)
- From Darkness (2015)
- 1970 (2017)
- Arvoles (2019)
- Two Roses (2021)